# NGC 268
NGC 268 là một thiên hà xoắn ốc nằm trong chòm sao Kình Ngư, được William Herschel phát hiện vào ngày 22 tháng 11 năm 1785.